# Dumfries and Galloway
Dumfries and Galloway (gael. Dùn Phris agus an Gall-Ghaidhealaibh) – jednostka administracyjna (council area) w południowo-zachodniej Szkocji, dawniej region administracyjny (1973-1996), z ośrodkiem administracyjnym w Dumfries. Zajmuje powierzchnię 6426 km². Liczba ludności – 151 410 (2011).
Najbardziej na południowy zachód wysunięta jednostka administracyjna Szkocji, położona w dużej części na Wyżynie Południowoszkockiej. Posiada długą linię brzegową, otoczona przez Morze Irlandzkie na południu (w tym zatokę Solway Firth na południowym wschodzie) i Kanał Północny na zachodzie. Należy do niej zachodni fragment granicy szkocko-angielskiej. Zajmuje obszar historycznych hrabstw Wigtownshire, Kirkcudbrightshire i Dumfriesshire.
Do głównych ośrodków miejskich należą Dumfries, Kirkcudbright, Wigtown, Newton Stewart, New Galloway, Moffat, Lockerbie, Annan, Castle Douglas, Dalbeattie i Stranraer.

## Zabytki
- Wieża Orchardton, jedyna w Szkocji zachowana wieża rycerska zbudowana na planie koła.